# Nohurqışlaq Su Anbarı
Nohurqışlaq Su Anbarı är en reservoar i Azerbajdzjan.   Den ligger i distriktet Qəbələ, i den centrala delen av landet, 180 km väster om huvudstaden Baku. Nohurqışlaq Su Anbarı ligger 634 meter över havet. Arean är 1,3 kvadratkilometer. Den sträcker sig 1,4 kilometer i nord-sydlig riktning, och 1,4 kilometer i öst-västlig riktning.
I omgivningarna runt Nohurqışlaq Su Anbarı växer i huvudsak lövfällande lövskog. Runt Nohurqışlaq Su Anbarı är det ganska tätbefolkat, med 58 invånare per kvadratkilometer.